# Erna Sørensen
Erna Bertha Cecilie Sørensen, née Christensen, (1896-1980) est une avocate danoise, militante des droits des femmes et femme politique. Membre du Parti populaire conservateur, elle est élue au Folketing en 1945 puis en 1947. Elle est présidente de la Société des femmes danoises (1948-1951) et préside l'Association conservatrice des femmes danoises (1951-1966). Sørensen est particulièrement intéressée par l'égalité des droits pour les femmes en politique et dans l'éducation.

## Biographie
Née le 19 septembre 1896 dans le quartier de Frederiksberg à Copenhague, Erna Bertha Cecilie Christensen est la fille d'Erik Peter Christensen (1855-1930) et d'Anna Christine Andreasen (1862-1927). En 1924, elle épouse l'auditeur Marius Sørensen (1886-1965) avec qui elle a deux enfants, Birthe Margrethe (1925) et Anna-Louise (1927).
Sørensen est diplômée comme avocate en 1921 et reçoit l'autorisation d'exercer en 1924. En tant qu'avocate, elle crée son propre cabinet en 1933 et est affectée à la Haute Cour en 1952. Sur le plan politique, elle rejoint la branche de Copenhague de l'Association conservatrice en 1941. En 1945, avec deux autres femmes, Oda Christensen et Gudrun Hasselriis, elle est élue au Folketing, représentant le Parti populaire conservateur. Elle est réélue en 1947, devenant ainsi la seule femme à représenter le parti jusqu'en 1950. C'est donc elle qui s'occupe des questions concernant les familles et les femmes, même si elle est également active dans de nombreux autres domaines.
De 1948 à 1951, en tant que présidente de la Société danoise des femmes, elle ravive l'intérêt pour l'organisation qui avait perdu des membres pendant la Seconde Guerre mondiale, faisant tout ce qu'elle pouvait pour améliorer les conditions des femmes.
Au cours des 20 années suivantes, elle joue également un rôle de premier plan dans un certain nombre d'autres organisations s'occupant de l'emploi des femmes, de la représentation nordique, de l'apprentissage et des jardins d'enfants. En 1955, elle est décorée de l'Ordre de Dannebrog.
Erna Sørensen est décédée à Hørsholm le 18 janvier 1980.

## Distinctions
- Chevalier de l'ordre de Dannebrog